# Anna Paquin
Anna Helene Paquin (24. srpnja 1982.), kanadsko-novozelansdka filmska glumica.
Rođena je u kanadskom gradu Winnipegu, pokrajina Manitoba. Majka Mary predavala je engleski, a otac Brian bio je srednjoškolski profesor tjelesnog odgoja. Ima starijeg brata Andrewa i stariju sestru Kathy. Odrasla je na Novom Zelandu. Ipak, nakon rastave roditelja, preselila se u SAD. U djetinjstvu je imala mnogo hobija. Svirala je klavir, violu i čelo, plivala, plesala balet, gimnasticirala i skijala spust. 
Gluma joj nije bila privlačna. Jednom je glumila tvora u školskoj predstavi i to je bilo to.
A onda je njena sestra pročitala oglas koji je pozivao na audiciju za film Glasovir.
Sestra je pošla s prijateljicom, a Anna ih je pratila jer taj dan na N. Zelandu nije imala ništa pametnije raditi. Kad je redateljica vidjela izvedbu devetogošinje Paquin, odmah ju je izabrala između čak 5000 kandidatkinja. Partneri su joj bili Holly Hunter (i ona je dobila Oscara) i Sam Neill. 
Film je bio veliki uspjeh, i izazivao je ovacije, a Anna je zaradila nominaciju za najbolju sporednu glumicu. Na dodjeli Oscara 1993. godine dobila je nagradu za najbolju sporednu glumicu, postavši tako prva Kanađanka kojoj je to uspjelo i druga najmlađa glumica kojoj je to uspjelo. (Prva je s 10 godina Tatum O'Neal.)
Nakon toga je nastavila glumiti i uspjela je kao tinejdžerka. Među partnerima su joj Anthony Hopkins, Morgan Freeman, Matthew McConaughey.
Kasnije je staru slavu vratila ulogom Marie, tj. Rogue u serijalu X-Men. U trećem dijelu glumila je s Ellen Page, također Kanađankom. U dosadašnjoj karijeri ostvarila je dvadesetak uloga.
Živi u Veniceu, Kalifornija. U vezi je s kolegom kojeg je upoznala na snimanju True Blood. Voli  daskati i voziti bicikl. Počasna je državljanka Novog Zelanda.

## Vanjske poveznice
- Anna Paquin u internetskoj bazi filmova IMDb-u (engl.)